# Останній день війни
«Останній день війни» (рос. «Последний день войны») — російськомовний мінітелесеріал 2020 року знятий в Україні. Військову драму створено продакшн-компанією PRO TV на замовлення ТРК «Україна». Режисером виступив Віталій Ващенко.
Прем'єра мінітелесеріалу в Україні відбулася 9 травня 2020 року на телеканалі ТРК Україна. Прем'єра мінітелесеріалу в Росії відбулася 9 травня 2020 року на телеканалі НТВ.

## Синопсис
Після закінчення німецько-радянської війни у травні 1945 року колишній військовослужбовець Микола замість повернення додому потрапляє до в'язниці. Тут він знаходить нових товаришів, з якими йому доведеться протистояти фашистській «нечисті».
Згодом він втікає з товаришами і переховується у своєму рідному селі. На їх здивування, навіть після перемоги у навколишніх лісах залишилися непрошені «гості» і затаєні зрадники. Микола з друзями вступає в бій не тільки з поліцаями і недругами, але й захищає односельчан від награбованих німцями «скарбів», за якими повертаються їхні власники".

## У ролях
| Актор             | Роль                                                                       |
| ----------------- | -------------------------------------------------------------------------- |
| Борис Смолкін     | Дід Пятак (головна роль)                                                   |
| Дмитро Мухін      | Степан, колишній товариш Миколи (головна роль)                             |
| Максим Радугін    | Микола Рокотов (головна роль)                                              |
| Ольга Венікова    | Галина, наречена Миколи (головна роль)                                     |
| Олексій Дмитрієв  | Талібов (головна роль)                                                     |
| Олександр Мельник | Малюта, крадій (головна роль)                                              |
| Борис Книженко    | Вайсман, єврей (у титрах - Очкарик), інститутський викладач (головна роль) |
| Леся Самаєва      | Люська                                                                     |
| Віктор Жданов     | Єгор Ілліч, голова сільради                                                |
| Сергій Малюта     | Максим, брат Галини                                                        |
| Любов Тищенко     | Інга                                                                       |
| Станіслав Скакун  | Гюнтер                                                                     |
| Василь Чорношкур  | лісник                                                                     |
| Тамара Морозова   | мати Галини                                                                |
| Юрій Шульган      | фельдфебель                                                                |

Режисер — Віталій Ващенко. Оператор-постановник — Матвій Шульгін. Продюсери — Ірина Черняк, Вікторія Корогод, Віктор Приходько, Артем Приходько.

## Зйомки
Телесеріал знімався кілька місяців зимового періоду 2019−2020 років у Києві та Київській області